# Trapesiza
Die Festung Trapesiza (bulgarisch Трапезица) in Weliko Tarnowo liegt auf dem gleichnamigen Hügel in der einstigen Hauptstadt Bulgariens. Sie war die zweitwichtigste Burg des Zweiten Bulgarischen Reiches nach Zarewez. Trapezitsa war das geistige Zentrum. Laut einigen Historikern war hier der erste Palast von Iwan Assen I.

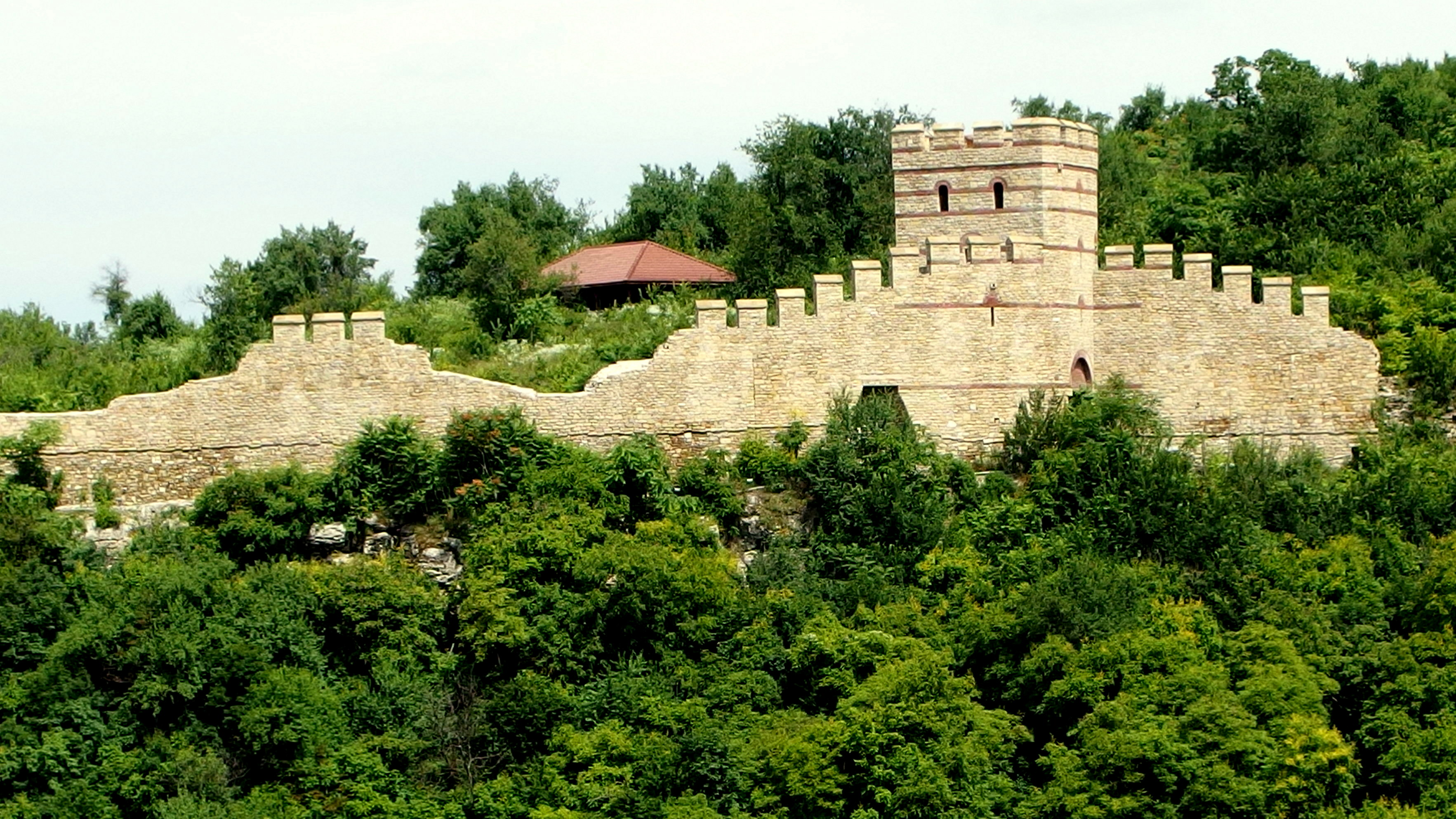
Trapezitsa

## Geschichte
Während der Römerzeit wurde der Ort (1. bis 5. Jahrhundert n. Chr.) befestigt. Den Römern folgten die Byzantiner. Auf dem Trapezitsa wurden achtzehn bulgarische Kirchen gefunden, die während des Zweiten Bulgarischen Reiches genutzt wurden.

## Bilder

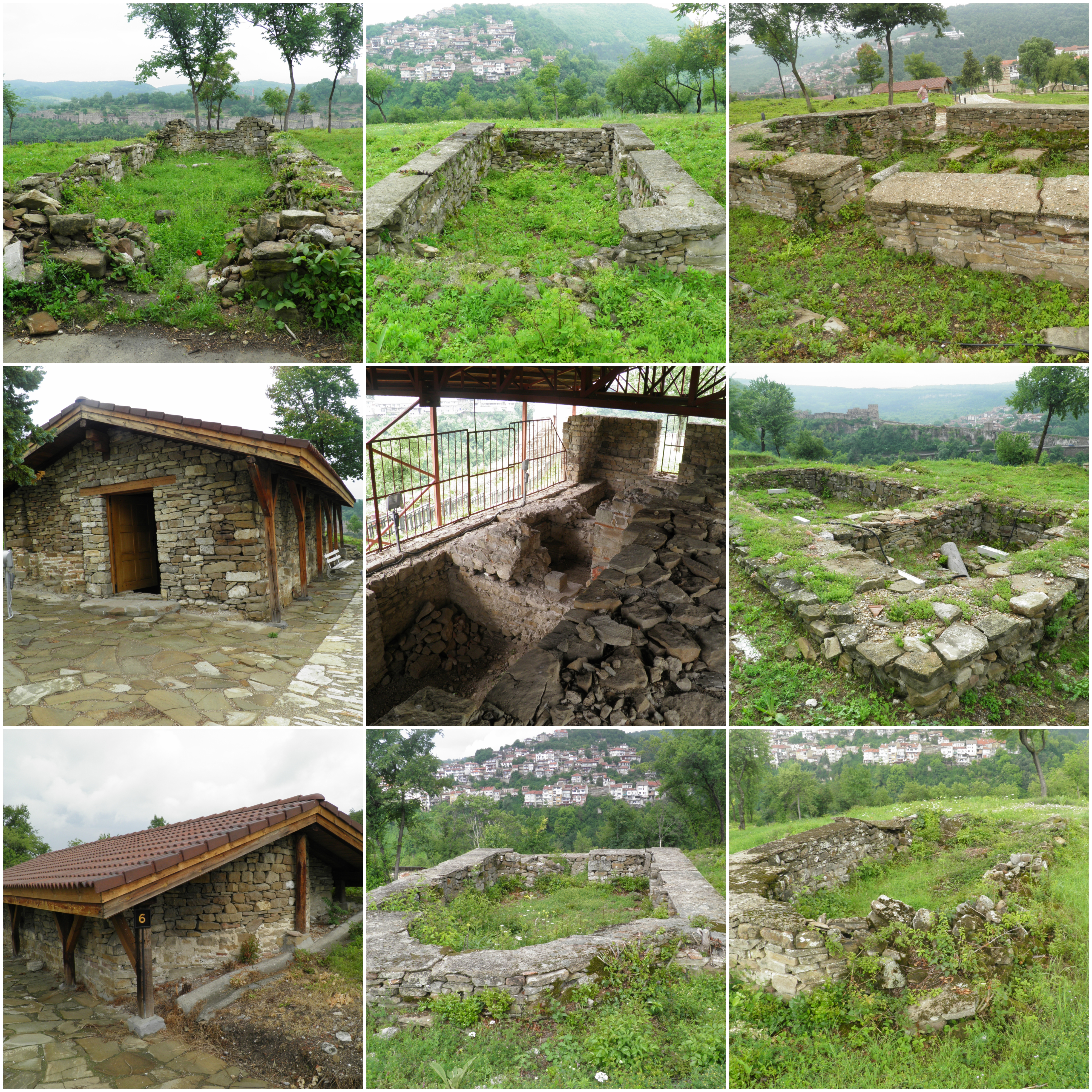
Kirchen von Trapezitsa
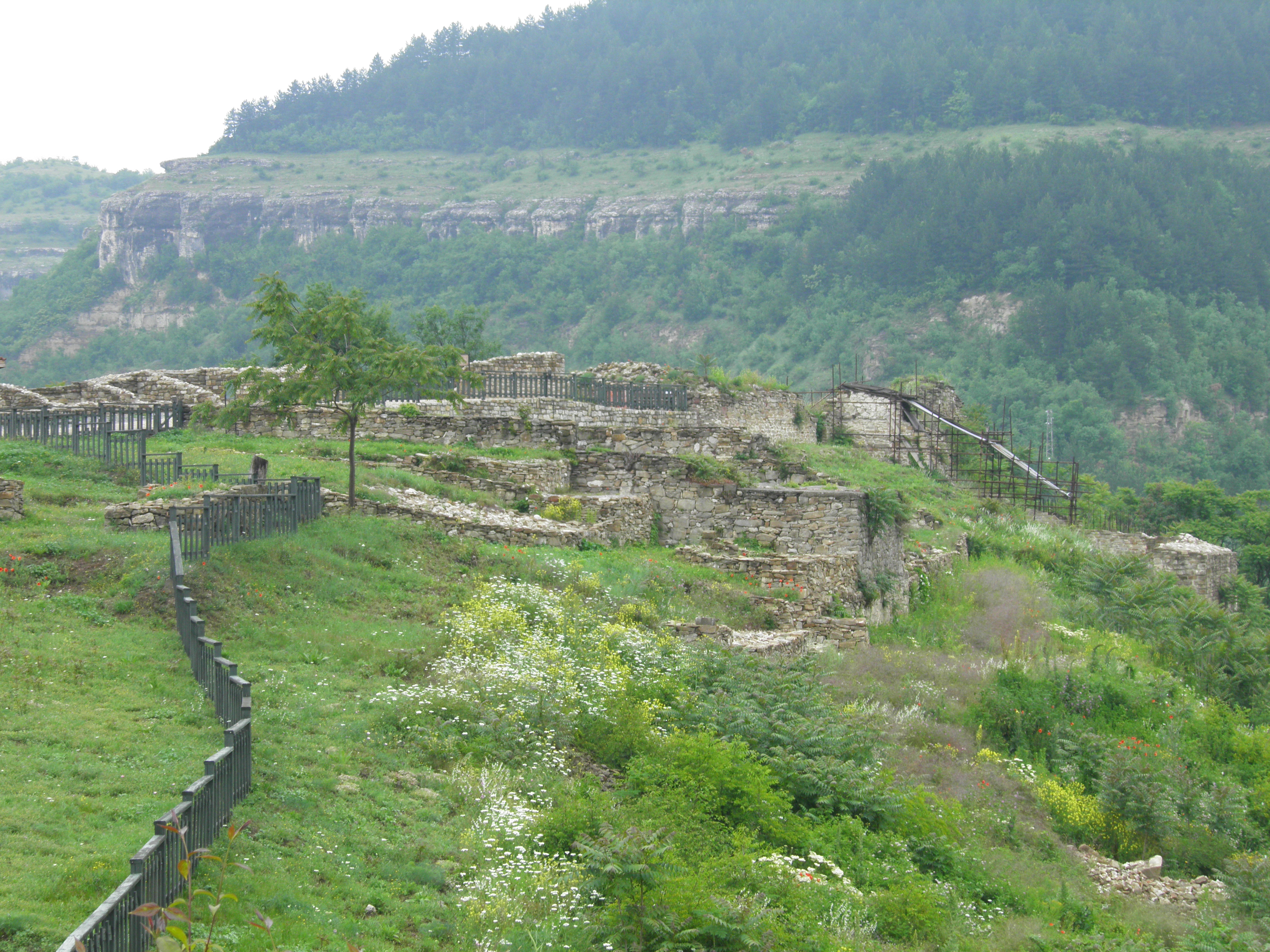
Ruinen aus der Schlossanlage